# Чеголок (посёлок)
Чеголок — упразднённый в 2023 году посёлок в Карталинском районе Челябинской области России. Входил в состав Полтавского сельского поселения.

## География
Территория посёлка 7,8 га Расстояние до центра сельского поселения (пос. Центральный) — 17 км, до районного центра города Карталы 28 км.
Недалеко от поселка протекает река Ширяев Лог.
В 1 км к северо-востоку находится озеро Чегалак (Чигалок).

## История
Населённый пункт появился при строительстве железной дороги. В селении, входившим в состав Карталинского горсовета Челябинской области, жили семьи тех, кто обслуживал железнодорожную инфраструктуру станции Чегалок. Известно, что до войны дежурным по станции работал Федосий Кривенко, будущий Герой Советского Союза (1944).
В 2011 году была закрыта железнодорожная станция, которая обеспечивала жителей работой и люди выехали из посёлка.
Официально упразднён в 2023 году

## Население
| 2002 | 2010 |
| ---- | ---- |
| 13   | ↘0   |

### Историческая численность населения
В 1956 — 37, в 1959 — 46, в 1970 — 14, в 1983 — 8, в 1995 — 4 человека; 2023 — 0.

## Известные жители
- Кривенко Федосий Пименович — Герой Советского Союза, младший лейтенант 45-й гвардейской танковой бригады.

## Инфраструктура
К 2023 году на территории поселения отсутствовала, дорожно-транспортная инфраструктура, инженерные коммуникации, объекты социального, культурного, бытового назначения, жилые дома и иные сооружения.

## Транспорт
Расположен одноимённый остановочный пункт (бывшая станция) Чеголок Южно-Уральской ЖД.
Посёлок связан грунтовыми дорогами с соседними населёнными пунктами.